# Gyurkovics Ferenc
Gyurkovics Ferenc (Pécs, 1979. szeptember 3. –) magyar súlyemelő. Polgári foglalkozása sportszergyártó és kereskedő.

## Élete és pályafutása
A sportcsaládból származó – apja gólkirály a területi ligában, édesanya tekéző. Magas (186 cm), arányos testi felépítésű (105 kg), erős izomzata biztosítja, hogy eredményes súlyemelő lehessen. Sportegyesületei a Tatai Honvéd AC, a Pécsi SE. Súlycsoportja a 105 kg. Edzője: Varga László. 2005. szeptember 26-án hivatalosan bejelentette visszavonulását. Hosszú kihagyást követően 2008-ban visszatért a dobogóra.

## Eredményei

### Olimpiai játékok
Görögország fővárosában, Athénban rendezték a XXVIII., a 2004. évi nyári olimpiai játékok súlyemelő tornáját, ahol éremesély nélkül lépett porondra.
A 105 kg-os súlycsoportban összetettben ezüstérmes lett, 420 kg-os új országos csúccsal (szakításban: 195 kg, lökésben országos csúcs: 225 kg) Doppingvétség miatt érmét elvették és kétéves eltiltást kapott.

### Világbajnokság
- 1999-ben junior világbajnoki 7.
- 2002-ben világbajnoki 14. hely.
- 2003-ban világbajnoki 6. hely.

### Európa-bajnokság
1999-ben junior Európa-bajnoki 6. helyezett lett. A 2003-as Európa-bajnokságon a 10. helyezést érte el. 2010-ben a fehéroroszországi Minszk adott otthont a tornának, ahol Gyurkovics Ferenc – majdnem hat évvel legutóbbi világversenye után – a 105 kg-os kategória B csoportja második helyének megszerzésével tért vissza a nemzetközi súlyemelőporondra.
A 2014-es Európa-bajnokságon szakításban 6., lökésben 10., összetettben 9. volt.

### Országos bajnokság
(2002, 2003, 2010, 2011, 2012, 2013, 2014, 2015, 2016, 2017, 2018, 2019, 2020, 2021, 2022, 2023, 2024): tizenhétszere magyar bajnok – aranyérmes.